# 戸塚有輝
戸塚 有輝（とつか ゆうき、2000年3月14日 - ）は、日本の俳優。群馬県高崎市出身。ソニー・ミュージックアーティスツ所属。九州大学芸術工学部芸術情報設計学科卒業。

## 略歴
群馬県立高崎高等学校を経て、九州大学芸術工学部に入学。大学1年生の時に観た学生演劇に感化されて、ソニー・ミュージックアーティスツのオーディションを受け、同事務所に入る。
2022年、『君の足音に恋をした』で俳優デビュー。2023年3月に九州大学を卒業。同年4月に上京し、本格的に俳優活動を開始。 2024年に『ウルトラマンアーク』では、主人公の飛世ユウマを演じた。

## 人物
幼少期には先天的な疾患が心臓にあり、手術をして1年ほど入院していたというが、現在は心臓に問題はまったくなく、元気に過ごしているという。
中学校と高校では長距離走をしていた。

## 出演

### テレビドラマ
- 大分発地域ドラマ「君の足音に恋をした」（2022年3月23日、NHK BSプレミアム）
- ウルトラマンアーク（2024年7月6日 - 2025年1月18日、テレビ東京）- 主演・飛世ユウマ 役

### 映画
- 猫の記憶（2023年1月15日公開）
- ウルトラマンアーク THE MOVIE 超次元大決戦！光と闇のアーク（2025年）- 主演・飛世ユウマ 役[7]

### バラエティ番組
- あざとくて何が悪いの? あざと連ドラ第9弾「フツーじゃなくて何が悪いの?」（2023年11月23日 - 2024年2月9日、テレビ朝日）- 悠人 役

### CM
- NTTドコモ「irumo スマホを身近に」篇（2023年）
- リクルートR&Dスタッフィング「未経験編」（2023年）
- バンダイ「DXアークアライザー」（2024年）

### プロモーション・ビデオ
- 第65回メフィスト賞『死んだ山田と教室』（2023年12月20日）

### 玩具
- ウルトラマンアーク アークアライザー MEMORIAL EDITION（2025年8月）
- ウルトラマンアーク DXアークキューブPremium ウルトラマンアークセット（2025年8月）